# Дурново, Николай Николаевич (церковный публицист)
Николай Николаевич Дурново (1842 — 1919) — русский публицист, журналист, титулярный советник.

## Биография
Род Дурново ведет происхождение от «муж честна» Индриса (в крещении — Леонтия), который в 1353 году выехал воеводой в Чернигов «из немец, из Цесарские земли», был одного происхождения с родом Толстых. Сын ротмистра Николая Аполлоновича Дурново (1816—1861) и графини Е. Н. Салтыковой. Имел усадьбу в Рузском уезде Московской губернии (д. Парфёнки), где в основном и жил.
C 1860-х гг. сотрудничал в периодике («Русские летописи», «Русские ведомости», «Гражданин», «Церковный вестник», «Русская беседа», «Православное обозрение», «Московские церковные ведомости» и др.). В 1879—1886 гг. был редактором-издателем московской газеты «Восток», которая ставила задачей "разъяснение текущих вопросов, вызванных политическими и религиозными событиями на Востоке, среди родственных нам по вере и крови народов". Для этого она пыталась "установить прямой обмен мыслей между греческой, сербской, болгарской, румынской и русской публицистикой по предметам общего интереса" с тем, чтобы "примирить между собой различные народности Балканского полуострова путем единоверия, на котором Россия основывала свою восточную политику во все прежние времена". Член Московского славянского комитета. Принимал участие в издании в Бухаресте в 1900-1901 гг. газеты «Православный Восток», редактором которой был сербский писатель Драгутин Илич; она выходила на русском и французском языках и была предназначена для информирования российской аудитории о политике России на Балканах. Газету вскоре запретили. В 1891 г. и 1901 г. посетил Сербию. Во время второй поездки 6 июня 1901 г. был принят сербским королем Александром Обреновичем. Был заведующим хозяйством и попечителем московского сербского подворья на Солянке, в церкви Кира и Иоанна (1874-1917). 

## Творчество
Русский консерватор, националист, панславист, монархист, выступал в прессе по балканской проблематике (был сербофилом и болгарофобом). Предлагал во имя стратегического союзничества передать Румынии Бессарабию. Обличал происки «римской курии и англо-американской пропаганды». 
Писал и по церковным вопросам. Был известен как обличитель прот. Иоанна Восторгова, обвинял его в блуде, покрывании убийства и разграблении казенных денег. Печатался в «Санкт-Петербургских Ведомостях». Псевдонимы Н. Д. и Orthodoxa (Н. Д.)

## Награды
Был награжден черногорским орденом Данила, сербским орденом св. Саввы I степени и II степени со звездою («за услуги, оказанные сербскому делу»), сербским Крестом св. Саввы - «за ученые заслуги». 

## Семья
- Жена: Елизавета Николаевна Вельменинова
- Сын: Василий, штабс-капитан, служил на Московско-Сызранско-Пензенской железной дороге.
- Сын: Михаил, учитель математики в Рыбинске[4]
- Сын: Николай , филолог, исследовал говор д. Парфёнки, где родился[5].

Дети и внуки Дурново были убиты в 1920-1930-х гг.

## Сочинения
- Государства и народы Балканского полуострова. Их прошедшее, настоящее и будущее и болгарская кривда. Исторические, этнографические и полемические статьи, посвященные восточному вопросу. М.: тип. Э. Лисснера и Ю. Романа, 1890
- Иерархия всероссийской церкви от начала христианства в России и до настоящего времени. М.: тип. Э. Лисснера и А. Гешеля. В 3-х тт. 1892—1898
- Имеют ли болгары исторические права на Македонию, Фракию и старую Сербию? М.: тип. Э. Лисснера и Ю. Романа, 1895
- Болгарская пропаганда в Македонии и македонский вопрос. М.: тип. И. А. Баландина, 1899
- К истории сербской войны 1876 года //Исторический вестник. 1899. Т. 75, № 1. С. 530-537
- Судьбы грузинской церкви: (По вопросу о Грузинской церковной автокефалии). Москва: Русский стяг, 1907. 103 с. - http://www.rulit.org/read/883
- Русская панславистская политика на православном Востоке и в России. М.: Тип. «Русская печатня», Арбат, д. Толстого, 1908. - http://yakov.works/libr_min/05_d/ur/novo2.htm
- Протоиерей И. И. Восторгов и его политическая деятельность. М., 1908
- Новые подвиги протоирея И. И. Восторгова и его оправдание. М., 1909.
- Антихристианская проповедь. М.: тип. «Русская печатня» Я. М. Сарандинаки, 1909
- Предполагаемое решение грузинского церковного вопроса. Москва : тип. "Рус. печ." Я. М. Сарандинаки, 1909. 15 с.
- Исторический очерк автокефальных Церквей: Иверской и Имеретинской, со списками 120 епархий и Католикосов Мцхетских и Имеретинско-Абхазских. М., 1910
- По поводу столетия присоединения Бессарабии к России // Санкт-петербургские ведомости. 1912. № 118, 27 мая.